# Ramel Curry
Pour les articles homonymes, voir Curry (homonymie).
Ramel Curry, né le 17 avril 1980, à New York, est un joueur américain de basket-ball. Il évolue au poste d'arrière. Il remporte plusieurs titres en Israël, en Ukraine puis en Grèce et s'affirme comme l'un des meilleurs arrières d'Europe.

## Biographie

### Débuts (1999-2008)
Formé à Fresno et Bakersfield, l'arrière américain arrive en Europe durant l’été 2006, à Avelino, et commence sa carrière après avoir fréquenté successivement la NCCA, l’ABA et la NBDL ainsi que les championnats mexicain, vénézuélien et dominicain entre 2000 et 2006. Joueur très complet, capable de scorer, de prendre des rebonds et de passer la balle, Ramel Curry fait preuve d’une belle régularité.

### L'ascension (depuis 2008)
Ramel Curry rejoint l'Hapoël Jérusalem et remporte son tout premier titre avec la Coupe d'Israël. 
Après un bref passage en Italie et en Turquie, il part pour l'Ukraine et remporte le championnat ukrainien en 2010 avec l'Azovmach Marioupol, et en 2012 avec BC Donetsk. Il est nommé MVP du championnat à 2 reprises. 
En 2013, il est engagé par l'un des meilleurs clubs d'Europe : le Panathinaïkos d'Athènes. Il y remporte le championnat de Grèce et re-signe avec le club. Sa deuxième saison est couronnée de succès avec la Coupe nationale (étant élu MVP de la finale) et le championnat ainsi qu'un quart de finale en Euroligue.
Pour la saison 2014-2015, il signe avec le Limoges CSP, champion de France en titre.
Seulement l'arrière US n'a jamais convaincu (6,6 points, 2,5 passes décisives pour 7,4 d'évaluation en 18 minutes en Pro A) et avait même été pris pour cible par Frédéric Forte au début du mois de février. Il s'engage avec la Virtus Rome.

## Palmarès
- Vainqueur de la Coupe d'Israël : 2008
- Champion d'Ukraine : 2010, 2012
- Champion de Grèce : 2013, 2014
- Vainqueur de la Coupe de Grèce : 2014

## Distinction personnelle
- Meilleur marqueur de l'EuroCoupe en 2012
- MVP du Championnat ukrainien en 2011 et 2012
- Sélection au All-Star Game du championnat ukrainien : 2011 et 2012